# 赤城郡
赤城郡，中国南梁时设置的郡。
南朝梁武帝改临海郡临海县置赤城郡，属东扬州。治所在临海县（今浙江省临海市）。以赤城山得名。辖境当今浙江省台州市、临海市、温岭市及天台县、仙居县、宁海县、三门县四县地。寻废属临海郡。